# هارمونزبرگ (پنسیلوانیا)
هارمونزبرگ (به انگلیسی: Harmonsburg) یک منطقهٔ مسکونی در ایالات متحده آمریکا است که در پنسیلوانیا واقع شده‌است. هارمونزبرگ ۳٫۶ کیلومتر مربع مساحت و ۴۰۱ نفر جمعیت دارد و ۳۴۱٫۳۸ متر بالاتر از سطح دریا واقع شده‌است.